# Evliya Çelebi

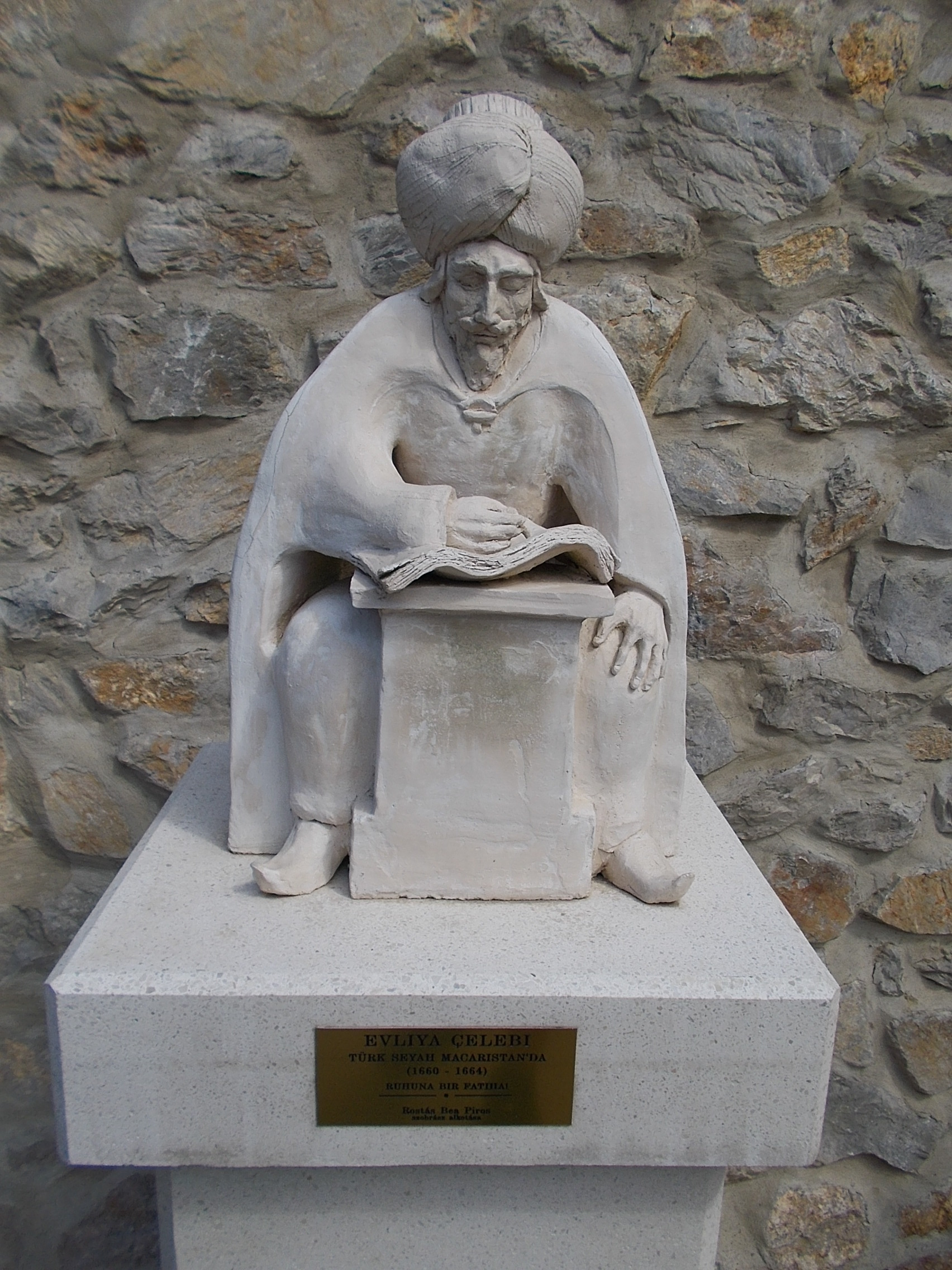
Standbeeld van Evliya Celebi in de buurt van het kasteel van Eger in een klein gedenkpark. Door Piros Rostás Bea (2014)

Evliya Çelebi (Constantinopel, 25 maart 1611 – Caïro, 1684) was een Ottomaanse ontdekkingsreiziger. Hij reisde over een periode van veertig jaar door het Ottomaanse Rijk en de aangrenzende landen en legde zijn commentaren vast in een reisverslag, het Seyahatname ("Boek van de reis"). Het was een boek van circa tienduizend bladzijden verdeeld in tien delen. Dit werk wordt ook wel de Tarihi seyyah ("Kroniek van een reiziger") genoemd.
Naar hem is de Evlya Çelebi-pad vernoemd, een 600 kilometer lang fiets- wandel- en paardrijpad, die de pelgrimsroute van Çelebi in Turkije volgt.  
- Bibsys: 90412721
- Bibliothèque nationale de France: cb121017610 (data)
- CiNii: DA02858642
- Gemeinsame Normdatei: 11890390X
- International Standard Name Identifier: 0000 0001 2277 2595
- Library of Congress Control Number: n50047303
- Nationale Bibliotheek van Letland: 000191663
- Nationale Bibliotheek van Tsjechië: mzk2003215024
- Nationale Bibliotheek van Israël: 987007261078305171
- Nationale Bibliotheek van Polen: a0000002166735
- Nationale en Universitaire bibliotheek Zagreb: 000070150
- Nederlandse Thesaurus van Auteursnamen: 070802092
- Réseau des bibliothèques de Suisse occidentale: 02-A011066092
- LIBRIS: 318427
- SNAC: w6z12vqc
- Système universitaire de documentation: 02937801X
- TDVİA: evliya-celebi
- Virtual International Authority File: 20478862